# Saxum
Saxum (plurale: saxa) è un termine latino che nel campo dell'esogeologia è utilizzato per designare massi e rocce individuati sulla superficie di altri corpi celesti.
Le prime strutture di questo tipo sono state individuate su 162173 Ryugu, l'asteroide visitato dalla sonda Hayabusa 2. Successivamente sono state individuate anche su 101955 Bennu durante la missione OSIRIS-REx, su Didymos (e il suo satellite 65803 I Dimorphos) dalla sonda DART e su 152830 Dinkinesh dalla sonda Lucy.

## Nomenclatura
L'Unione Astronomica Internazionale ha stabilito le seguenti regole per assegnare il nome a un dorsum:
- 101955 Bennu: creature volanti e luoghi ad esse associati nei miti di vari culture
- 162173 Ryugu: luoghi e personaggi legati a fiabe e racconti per bambini
- 65803 Didymos: strumenti musicali a percussione
- 152830 Dinkinesh: aggettivi bella, meravigliosa, magnifica espressi nei vari linguaggi dell'umanità